# Landsforeningen for Bygnings- og Landskabskultur
By og Land Danmark - Landsforeningen for Bygnings- og Landskabskultur er en dansk forening, som arbejder for beskyttelse og bevaring af den byggede og landskabelige kulturarv i Danmark. Foreningen har siden 1985 udgivet bladet By & Land.
Som en parallel til Danmarks Naturfredningsforenings indstillingsret mht. naturfredning har Landsforeningen en lovsikret ret til at få forelagt fredningsforslag for Det Særlige Bygningssyn. Landsforeningen har også ret til at udpege et emne til medlemskab af Det Særlige Bygningssyn. Siden 2023 har det været arkitekt Eske Møller.
Foreningen har siden 1990 været forslagsstiller til mere end 50 gennemførte bygningsfredningssager og har påvirket lovgivningen om bygningsbevaring. Den var med til at etablere Forum for Bygningskultur i 1995, som siden blev til Bygningskultur Danmark.
Foreningen har sekretariat i Bygningskulturens Hus i København, der er ejet af Realdania.

## Historie
Professor Palle Suenson var intiativtager til foreningen, som oprindeligt bestod af en Sammenslutning, et Selskab og en Fond for Bygnings- og Landskabskultur. Suenson var den første formand for Fonden for Bygnings- og Landskabskultur 1964-81, herefter Ulla og Palle Suensons Fond. Også professor Mogens Koch var bestyrelsesmedlem i fonden 1964-73. Lensbaron Rudolph Bertouch-Lehn var medstifter af Sammenslutningen.
I 1990 blev Sammenslutningen og Selskabet slået sammen til Landsforeningen.

## Formænd
Denne liste er ufuldstændig; hjælp gerne med at udfylde den.
Selskabet for Bygnings- og Landskabskultur
- 1969-1979: Palle Suenson
- 1979-1987: Vilhelm baron Wedell-Wedellsborg
- 1987-1990: Tobias Faber

Sammenslutningen for Bygnings- og Landskabskultur
- 1965-1975: Palle Suenson

Foreningen for Bygnings- og Landskabskultur
- 19??-2006: Henrik B. Hoffmeyer, cand.mag., lektor
- 2006-2012: Bent Falk Jensen, arkitekt MAA
- 2012-2016: Peter Hee, arkitekt MAA, byplan- og byggechef
- 2016-2022: Karen Margrethe Olsen
- 2022-: Iben Bækkelund Jagd

## Æresmedlemmer
- 1976: Palle Suenson